# L'Attaque des crabes géants
Pour plus de détails, voir Fiche technique et Distribution.
L'Attaque des crabes géants (Attack of the Crab Monsters) est un film américain réalisé par Roger Corman, sorti en 1957.

## Synopsis
Une équipe scientifique multi-disciplinaire est envoyée sur une île afin, d'une part, de faire des recherches scientifiques sur ce lieu, qui a été le théâtre d'essais nucléaires, et d'autre part, d'essayer de comprendre la raison pour laquelle il ne reste aucune trace de l'équipe précédente, à l'exception d'un journal de bord inachevé. Très vite le groupe se retrouve isolé sur l’île, l'avion les ayant acheminé explosant au départ, et la radio détruite par une entité inconnue. Des événements de plus en plus étranges surviennent alors, la voix du responsable de l’ancienne équipe se fait entendre sans qu'on puisse en matérialiser la forme, puis des crabes géants et meurtriers apparaissent. En fait les crabes mutants phagocytent non seulement leurs victimes mais leur mémoires et leurs voix. Devant tous ces dangers la petite équipe tente de s’organiser.

## Fiche technique
- Titre original : Attack of the Crab Monsters
- Titre français : L'Attaque des crabes géants
- Réalisation : Roger Corman
- Scénario : Charles B. Griffith
- Photographie : Floyd Crosby
- Musique : Ronald Stein
- Pays d'origine : États-Unis
- Format : Noir et blanc - 1,78:1 - Mono
- Genre : horreur - science-fiction
- Durée : 62 minutes
- Date de sortie : 1957

## Distribution
- Richard Garland : Dale Drewer
- Pamela Duncan : Martha Hunter
- Russell Johnson : Hank Chapman
- Leslie Bradley : Dr Karl Weigand

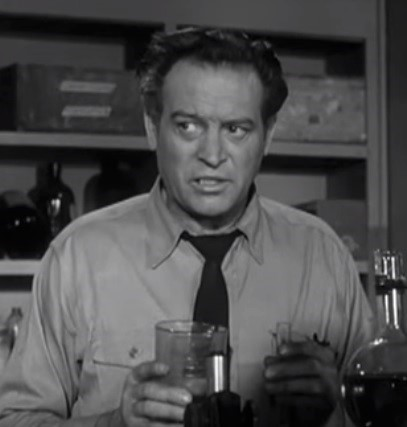
Leslie Bradley dans une scène du film.

- Tony Miller : Matelot Jack Sommers
- Ed Nelson : Enseigne Quinlan
- Charles B. Griffith : Matelot Tate